# Campionatul European de Handbal Feminin pentru Tineret din 2023
Campionatul European de Handbal Feminin pentru Tineret din 2023 a fost a XIV-a ediție a turneului organizat de Federația Europeană de Handbal și s-a desfășurat între 6 și 16 iulie 2023, în orașele Pitești și Mioveni din România. Începând cu ediția din 2019 a fost introdus un nou sistem, care a prevăzut trei turnee finale separate: turneul principal din România, la care au luat parte 16 echipe cel mai bine clasate din punct de vedere al coeficienților EHF, și alte două turnee grupate sub titulatura Campionatele EHF Feminin U19, organizate în Kosovo și Lituania, la care au luat parte 17 echipe cel mai slab clasate din punct de vedere al coeficienților EHF.
Ediția din 2023 a campionatului european a fost câștigată de Ungaria, care a înregistrat astfel o performanță istorică în această competiție: trei tituri europene la rând în campionatul european rezervat echipelor feminine U19.

## Procesul de selecție
În timpul unui congres extraordinar al Federației Europene de Handbal, desfășurat în Luxemburg, Comitetul Executiv al EHF a decis, pe 23 septembrie 2022, ca România să primească dreptul de a organiza ediția din 2023 a Campionatului European.

## Sălile
Meciurile Campionatului European s-au desfășurat la Sala Sporturilor Mioveni și la Pitești Arena.
| Pitești                              | Mioveni                             |
| Pitești Arena (Strada Basarabiei 35) | Sala Sporturilor (Bulevardul Dacia) |
|                                      |                                     |

## Turneele de calificare
Pentru ediția din 2023 a campionatului european nu s-au organizat turnee de calificare. Conform paragrafului 8.1. al regulamentului de organizare a competiției, „în conformitate cu clasamentul campionatului european anterior, echipele clasate de la locul 1 la locul 13 sau 14, împreună cu două sau trei învingătoare ale campionatelor EHF U17, au dreptul să se înregistreze și să participe” la ediția din 2023.
Astfel, echipele clasate pe primele 13 locuri la Campionatul European U17 din 2021, precum și trei participante la campionatele EHF U17 din 2021, au primit dreptul de a participa la ediția 2023 a campionatului pentru tineret. Echipa Rusiei a fost ulterior exclusă în urma invaziei ruse din Ucraina, astfel că a fost adăugată o a patra echipă provenită de la campionatele EHF U17 din 2021.
| Competiția                        | Data             | Gazda    | Locurile disponibile | Calificate |
| --------------------------------- | ---------------- | -------- | -------------------- | --- |
| Campionatul European U17 din 2021 | 5–11 august 2021 | Slovenia | 14                   | Ungaria · Germania · Danemarca · Croația · Norvegia · România · Muntenegru · Elveția · Portugalia · Franța · Suedia · Cehia |
| Campionatele EHF U17 din 2021     | 6–15 august 2021 | Chieti   | 2                    | Țările de Jos · Serbia |
| Campionatele EHF U17 din 2021     | 7–15 august 2021 | Klaipėda | 2                    | Macedonia de Nord · Islanda                                                                                                 |

## Echipele calificate
| Țara              | Calificate ca și                        | Data obținerii calificării | Apariții anterioare în competiție1                                                |
| ----------------- | --------------------------------------- | -------------------------- | --------------------------------------------------------------------------------- |
| Ungaria           | Locul 1 la CE U17 din 2021              | 15 august 2021             | 11 (1998, 2000, 2002, 2007, 2009, 2011, 2013, 2015, 2017, 2019, 2021)             |
| Germania          | Locul 2 la CE U17 din 2021              | 15 august 2021             | 12 (1996, 2000, 2002, 2004, 2007, 2009, 2011, 2013, 2015, 2017, 2019, 2021)       |
| Danemarca         | Locul 4 la CE U17 din 2021              | 15 august 2021             | 11 (1996, 2000, 2004, 2007, 2009, 2011, 2013, 2015, 2017, 2019, 2021)             |
| Croația           | Locul 5 la CE U17 din 2021              | 15 august 2021             | 9 (1998, 2000, 2004, 2011, 2013, 2015, 2017, 2019, 2021)                          |
| Norvegia          | Locul 6 la CE U17 din 2021              | 15 august 2021             | 12 (1996, 1998, 2000, 2004, 2007, 2009, 2011, 2013, 2015, 2017, 2019, 2021)       |
| România           | Locul 7 la CE U17 din 2021              | 15 august 2021             | 13 (1996, 1998, 2000, 2002, 2004, 2007, 2009, 2011, 2013, 2015, 2017, 2019, 2021) |
| Muntenegru        | Locul 8 la CE U17 din 2021              | 15 august 2021             | 5 (2009, 2015, 2017, 2019, 2021)                                                  |
| Elveția           | Locul 9 la CE U17 din 2021              | 15 august 2021             | 1 (2021)                                                                          |
| Portugalia        | Locul 10 la CE U17 din 2021             | 14 august 2021             | 6 (2004, 2013, 2015, 2017, 2019, 2021)                                            |
| Franța            | Locul 11 la CE U17 din 2021             | 14 august 2021             | 13 (1996, 1998, 2000, 2002, 2004, 2007, 2009, 2011, 2013, 2015, 2017, 2019, 2021) |
| Suedia            | Locul 12 la CE U17 din 2021             | 14 august 2021             | 11 (2000, 2002, 2004, 2007, 2009, 2011, 2013, 2015, 2017, 2019, 2021)             |
| Cehia             | Locul 13 la CE U17 din 2021             | 14 august 2021             | 4 (1998, 2004, 2013, 2021)                                                        |
| Țările de Jos     | Locul 1 la CEHF U17 din 2021 (Georgia)  | 15 august 2021             | 7 (1998, 2002, 2007, 2009, 2011, 2013, 2017)                                      |
| Serbia            | Locul 2 la CEHF U17 din 2021 (Georgia)  | 15 august 2021             | 7 (2000, 2004, 2007, 2009, 2011, 2015, 2017)                                      |
| Macedonia de Nord | Locul 1 la CEHF U17 din 2021 (Lituania) | 15 august 2021             | 2 (2015, 2017)                                                                    |
| Islanda           | Locul 2 la CEHF U17 din 2021 (Lituania) | 15 august 2021             | 1 (2004)                                                                          |

1 Bold indică echipa campioană din acel an.
2 Italic indică echipa gazdă din acel an.

## Tragerea la sorți
Tragerea la sorți a avut loc pe 28 februarie 2023 în Viena.
| Urna 1                                     | Urna a 2-a                                  | Urna a 3-a                             | Urna a 4-a                                             |
| ------------------------------------------ | ------------------------------------------- | -------------------------------------- | ------------------------------------------------------ |
| - Croația - Danemarca - Germania - Ungaria | - Muntenegru - Norvegia - România - Elveția | - Cehia - Franța - Portugalia - Suedia | - Islanda - Macedonia de Nord - Țările de Jos - Serbia |

## Grupele preliminare
În urma tragerii la sorți au rezultat grupele de mai jos. Echipele clasate pe primele două locuri în fiecare grupă au avansat în grupele principale. Echipele clasate pe locurile trei și patru au jucat în grupele intermediare. 

### Grupa A
| Loc | Echipa        | MJ | V | E | Î | GM | GP  | DG  | Pct | Calificare           |
| --- | ------------- | -- | - | - | - | -- | --- | --- | --- | -------------------- |
| 1   | Suedia        | 3  | 3 | 0 | 0 | 96 | 71  | +25 | 6   | Grupele principale   |
| 2   | Elveția       | 3  | 2 | 0 | 1 | 97 | 92  | +5  | 4   | Grupele principale   |
| 3   | Țările de Jos | 3  | 1 | 0 | 2 | 85 | 85  | 0   | 2   | Grupele intermediare |
| 4   | Croația       | 3  | 0 | 0 | 3 | 72 | 102 | −30 | 0   | Grupele intermediare |

| 6 iulie 2023 12:45 | Croația   | 16 − 34 | Suedia                           | Pitești Arena, Pitești Asistență: 100 Arbitri: Kull, Tint |
| 6 iulie 2023 12:45 | Kosovac 5 | (10−15) | Mihailovic, Smedberg, Wiksfors 5 | Pitești Arena, Pitești Asistență: 100 Arbitri: Kull, Tint |
| 6 iulie 2023 12:45 | 6× 1×     | Raport  | 3×                               | Pitești Arena, Pitești Asistență: 100 Arbitri: Kull, Tint |

| 6 iulie 2023 15:00 | Elveția  | 32 − 27 | Țările de Jos | Pitești Arena, Pitești Asistență: 150 Arbitri: Jović, Arnautović |
| 6 iulie 2023 15:00 | Meier 12 | (13−14) | Bakker 7      | Pitești Arena, Pitești Asistență: 150 Arbitri: Jović, Arnautović |
| 6 iulie 2023 15:00 | 4× 1×    | Raport  | 3×            | Pitești Arena, Pitești Asistență: 150 Arbitri: Jović, Arnautović |

| 7 iulie 2023 13:00 | Țările de Jos            | 34 − 26 | Croația  | Pitești Arena, Pitești Asistență: 100 Arbitri: Duplîi, Pobedrina |
| 7 iulie 2023 13:00 | Loy, Maarschalkerweerd 6 | (17−15) | Lujić 11 | Pitești Arena, Pitești Asistență: 100 Arbitri: Duplîi, Pobedrina |
| 7 iulie 2023 13:00 | 7× 1×                    | Raport  | 4× 1×    | Pitești Arena, Pitești Asistență: 100 Arbitri: Duplîi, Pobedrina |

| 7 iulie 2023 15:15 | Suedia   | 35 − 31 | Elveția | Pitești Arena, Pitești Asistență: 200 Arbitri: Ivanović, Vujisić |
| 7 iulie 2023 15:15 | Granat 9 | (19−17) | Meier 7 | Pitești Arena, Pitești Asistență: 200 Arbitri: Ivanović, Vujisić |
| 7 iulie 2023 15:15 | 5×       | Raport  | 6× 1×   | Pitești Arena, Pitești Asistență: 200 Arbitri: Ivanović, Vujisić |

| 9 iulie 2023 13:00 | Croația   | 30 − 34 | Elveția       | Pitești Arena, Pitești Asistență: 100 Arbitri: Simone, Monitillo |
| 9 iulie 2023 13:00 | Zrilić 12 | (20−18) | Emmenegger 11 | Pitești Arena, Pitești Asistență: 100 Arbitri: Simone, Monitillo |
| 9 iulie 2023 13:00 | 5×        | Raport  | 5×            | Pitești Arena, Pitești Asistență: 100 Arbitri: Simone, Monitillo |

| 9 iulie 2023 15:15 | Suedia     | 27 − 24 | Țările de Jos | Pitești Arena, Pitești Asistență: 400 Arbitri: Sîrbu, Serdiuc |
| 9 iulie 2023 15:15 | Wiksfors 7 | (11−12) | Bakker 6      | Pitești Arena, Pitești Asistență: 400 Arbitri: Sîrbu, Serdiuc |
| 9 iulie 2023 15:15 | 3×         | Raport  | 6× 2× 1×      | Pitești Arena, Pitești Asistență: 400 Arbitri: Sîrbu, Serdiuc |

### Grupa B
| Loc | Echipa      | MJ | V | E | Î | GM  | GP  | DG  | Pct | Calificare           |
| --- | ----------- | -- | - | - | - | --- | --- | --- | --- | -------------------- |
| 1   | Portugalia  | 3  | 2 | 0 | 1 | 106 | 84  | +22 | 4   | Grupele principale   |
| 2   | România (H) | 3  | 2 | 0 | 1 | 106 | 99  | +7  | 4   | Grupele principale   |
| 3   | Germania    | 3  | 2 | 0 | 1 | 88  | 91  | −3  | 4   | Grupele intermediare |
| 4   | Islanda     | 3  | 0 | 0 | 3 | 90  | 116 | −26 | 0   | Grupele intermediare |

| 6 iulie 2023 17:15 | Germania  | 27 − 26 | Portugalia  | Pitești Arena, Pitești Asistență: 200 Arbitri: Sîrbu, Serdiuc |
| 6 iulie 2023 17:15 | Petzold 6 | (13−11) | Gonçalves 7 | Pitești Arena, Pitești Asistență: 200 Arbitri: Sîrbu, Serdiuc |
| 6 iulie 2023 17:15 | 4× 1×     | Raport  | 4× 1×       | Pitești Arena, Pitești Asistență: 200 Arbitri: Sîrbu, Serdiuc |

| 6 iulie 2023 19:45 | România      | 41 − 33 | Islanda         | Pitești Arena, Pitești Asistență: 900 Arbitri: Barysas, Petrušis |
| 6 iulie 2023 19:45 | Lixăndroiu 9 | (22−14) | Ágústsdóttir 10 | Pitești Arena, Pitești Asistență: 900 Arbitri: Barysas, Petrušis |
| 6 iulie 2023 19:45 | 5×           | Raport  | 5× 1×           | Pitești Arena, Pitești Asistență: 900 Arbitri: Barysas, Petrušis |

| 7 iulie 2023 17:30 | Islanda         | 30 − 31 | Germania | Pitești Arena, Pitești Asistență: 200 Arbitri: Simone, Monitillo |
| 7 iulie 2023 17:30 | Þorkelsdóttir 9 | (16−13) | Kühne 8  | Pitești Arena, Pitești Asistență: 200 Arbitri: Simone, Monitillo |
| 7 iulie 2023 17:30 | 8× 1×           | Raport  | 6×       | Pitești Arena, Pitești Asistență: 200 Arbitri: Simone, Monitillo |

| 7 iulie 2023 19:45 | Portugalia | 36 − 30 | România      | Pitești Arena, Pitești Asistență: 1000 Arbitri: Jović, Arnautović |
| 7 iulie 2023 19:45 | Rebelo 12  | (17−15) | Lixăndroiu 8 | Pitești Arena, Pitești Asistență: 1000 Arbitri: Jović, Arnautović |
| 7 iulie 2023 19:45 | 3×         | Raport  | 2×           | Pitești Arena, Pitești Asistență: 1000 Arbitri: Jović, Arnautović |

| 9 iulie 2023 17:30 | Portugalia | 44 − 27 | Islanda         | Pitești Arena, Pitești Asistență: 500 Arbitri: Ivanović, Vujisić |
| 9 iulie 2023 17:30 | Rebelo 10  | (22−10) | Þorkelsdóttir 6 | Pitești Arena, Pitești Asistență: 500 Arbitri: Ivanović, Vujisić |
| 9 iulie 2023 17:30 | 4× 1×      | Raport  | 6× 1×           | Pitești Arena, Pitești Asistență: 500 Arbitri: Ivanović, Vujisić |

| 9 iulie 2023 19:45 | Germania     | 30 − 35 | România               | Pitești Arena, Pitești Asistență: 1268 Arbitri: Barysas, Petrušis |
| 9 iulie 2023 19:45 | Pfundstein 6 | (15−18) | Boiciuc, Lixăndroiu 7 | Pitești Arena, Pitești Asistență: 1268 Arbitri: Barysas, Petrušis |
| 9 iulie 2023 19:45 | 6×           | Raport  | 1×                    | Pitești Arena, Pitești Asistență: 1268 Arbitri: Barysas, Petrušis |

### Grupa C
| Loc | Echipa   | MJ | V | E | Î | GM | GP | DG  | Pct | Calificare           |
| --- | -------- | -- | - | - | - | -- | -- | --- | --- | -------------------- |
| 1   | Ungaria  | 3  | 3 | 0 | 0 | 90 | 75 | +15 | 6   | Grupele principale   |
| 2   | Franța   | 3  | 2 | 0 | 1 | 93 | 76 | +17 | 4   | Grupele principale   |
| 3   | Norvegia | 3  | 1 | 0 | 2 | 71 | 85 | −14 | 2   | Grupele intermediare |
| 4   | Serbia   | 3  | 0 | 0 | 3 | 74 | 92 | −18 | 0   | Grupele intermediare |

| 6 iulie 2023 12:45 | Ungaria | 30 − 29 | Franța   | Sala Sporturilor, Mioveni Asistență: 250 Arbitri: Duplîi, Pobedrina |
| 6 iulie 2023 12:45 | Simon 7 | (12−15) | Perret 6 | Sala Sporturilor, Mioveni Asistență: 250 Arbitri: Duplîi, Pobedrina |
| 6 iulie 2023 12:45 | 5×      | Raport  | 4×       | Sala Sporturilor, Mioveni Asistență: 250 Arbitri: Duplîi, Pobedrina |

| 6 iulie 2023 15:00 | Norvegia | 27 − 26 | Serbia  | Sala Sporturilor, Mioveni Asistență: 250 Arbitri: Christidi, Papamattheou |
| 6 iulie 2023 15:00 | Lunde 5  | (11−13) | Vasić 9 | Sala Sporturilor, Mioveni Asistență: 250 Arbitri: Christidi, Papamattheou |
| 6 iulie 2023 15:00 | 2×       | Raport  | 3×      | Sala Sporturilor, Mioveni Asistență: 250 Arbitri: Christidi, Papamattheou |

| 7 iulie 2023 13:00 | Serbia   | 26 − 32 | Ungaria | Sala Sporturilor, Mioveni Arbitri: Manea, Iliescu |
| 7 iulie 2023 13:00 | Mandić 9 | (13−17) | Simon 7 | Sala Sporturilor, Mioveni Arbitri: Manea, Iliescu |
| 7 iulie 2023 13:00 | 4×       | Raport  | 7× 1×   | Sala Sporturilor, Mioveni Arbitri: Manea, Iliescu |

| 7 iulie 2023 15:15 | Franța    | 31 − 24 | Norvegia                     | Sala Sporturilor, Mioveni Asistență: 230 Arbitri: Kull, Tint |
| 7 iulie 2023 15:15 | Sissoko 8 | (17−13) | Grønstad, Lunde, Rosenberg 4 | Sala Sporturilor, Mioveni Asistență: 230 Arbitri: Kull, Tint |
| 7 iulie 2023 15:15 | 3× 1×     | Raport  | 3× 1×                        | Sala Sporturilor, Mioveni Asistență: 230 Arbitri: Kull, Tint |

| 9 iulie 2023 17:30 | Ungaria | 28 − 20 | Norvegia    | Sala Sporturilor, Mioveni Asistență: 259 Arbitri: Jović, Arnautović |
| 9 iulie 2023 17:30 | Simon 6 | (13−8)  | Hedenstad 4 | Sala Sporturilor, Mioveni Asistență: 259 Arbitri: Jović, Arnautović |
| 9 iulie 2023 17:30 | 3×      | Raport  | 4×          | Sala Sporturilor, Mioveni Asistență: 259 Arbitri: Jović, Arnautović |

| 9 iulie 2023 19:45 | Franța             | 33 − 22 | Serbia                     | Sala Sporturilor, Mioveni Asistență: 150 Arbitri: Duplîi, Pobedrina |
| 9 iulie 2023 19:45 | Texier, Tuccella 5 | (16−12) | Aćimović, Fajfrić, Vasić 5 | Sala Sporturilor, Mioveni Asistență: 150 Arbitri: Duplîi, Pobedrina |
| 9 iulie 2023 19:45 | 5×                 | Raport  | 3×                         | Sala Sporturilor, Mioveni Asistență: 150 Arbitri: Duplîi, Pobedrina |

### Grupa D
| Loc | Echipa            | MJ | V | E | Î | GM  | GP  | DG  | Pct | Calificare           |
| --- | ----------------- | -- | - | - | - | --- | --- | --- | --- | -------------------- |
| 1   | Danemarca         | 3  | 2 | 1 | 0 | 104 | 82  | +22 | 5   | Grupele principale   |
| 2   | Muntenegru        | 3  | 2 | 1 | 0 | 91  | 83  | +8  | 5   | Grupele principale   |
| 3   | Cehia             | 3  | 1 | 0 | 2 | 80  | 89  | −9  | 2   | Grupele intermediare |
| 4   | Macedonia de Nord | 3  | 0 | 0 | 3 | 80  | 101 | −21 | 0   | Grupele intermediare |

| 6 iulie 2023 17:15 | Danemarca   | 36 − 26 | Cehia             | Sala Sporturilor, Mioveni Asistență: 270 Arbitri: Manea, Iliescu |
| 6 iulie 2023 17:15 | Scaglione 9 | (15−11) | Schreibmeierová 7 | Sala Sporturilor, Mioveni Asistență: 270 Arbitri: Manea, Iliescu |
| 6 iulie 2023 17:15 | 2× 1×       | Raport  | 2× 1×             | Sala Sporturilor, Mioveni Asistență: 270 Arbitri: Manea, Iliescu |

| 6 iulie 2023 19:45 | Muntenegru  | 33 − 29 | Macedonia de Nord         | Sala Sporturilor, Mioveni Asistență: 148 Arbitri: Simone, Monitillo |
| 6 iulie 2023 19:45 | Marković 10 | (19−16) | Jankulovska, Stefanoska 6 | Sala Sporturilor, Mioveni Asistență: 148 Arbitri: Simone, Monitillo |
| 6 iulie 2023 19:45 | 3× 1×       | Raport  | 6×                        | Sala Sporturilor, Mioveni Asistență: 148 Arbitri: Simone, Monitillo |

| 7 iulie 2023 17:30 | Macedonia de Nord | 27 − 39 | Danemarca    | Sala Sporturilor, Mioveni Asistență: 200 Arbitri: Sîrbu, Serdiuc |
| 7 iulie 2023 17:30 | Mladenovska 7     | (13−18) | Scaglione 11 | Sala Sporturilor, Mioveni Asistență: 200 Arbitri: Sîrbu, Serdiuc |
| 7 iulie 2023 17:30 | 2×                | Raport  | 3× 2×        | Sala Sporturilor, Mioveni Asistență: 200 Arbitri: Sîrbu, Serdiuc |

| 7 iulie 2023 19:45 | Cehia       | 25 − 29 | Muntenegru | Sala Sporturilor, Mioveni Asistență: 250 Arbitri: Barysas, Petrušis |
| 7 iulie 2023 19:45 | Kubálková 5 | (13−12) | Vukčević 8 | Sala Sporturilor, Mioveni Asistență: 250 Arbitri: Barysas, Petrušis |
| 7 iulie 2023 19:45 | 3×          | Raport  | 3×         | Sala Sporturilor, Mioveni Asistență: 250 Arbitri: Barysas, Petrušis |

| 9 iulie 2023 13:00 | Danemarca    | 29 − 29 | Muntenegru            | Sala Sporturilor, Mioveni Asistență: 245 Arbitri: Manea, Iliescu |
| 9 iulie 2023 13:00 | Scaglione 12 | (15−13) | Milošević, Vukčević 7 | Sala Sporturilor, Mioveni Asistență: 245 Arbitri: Manea, Iliescu |
| 9 iulie 2023 13:00 | 5× 2×        | Raport  | 2× 1×                 | Sala Sporturilor, Mioveni Asistență: 245 Arbitri: Manea, Iliescu |

| 9 iulie 2023 15:15 | Cehia             | 29 − 24 | Macedonia de Nord | Sala Sporturilor, Mioveni Asistență: 270 Arbitri: Kull, Tint |
| 9 iulie 2023 15:15 | Schreibmeierová 7 | (12−13) | Stefanoska 6      | Sala Sporturilor, Mioveni Asistență: 270 Arbitri: Kull, Tint |
| 9 iulie 2023 15:15 | 5× 1×             | Raport  | 3×                | Sala Sporturilor, Mioveni Asistență: 270 Arbitri: Kull, Tint |

## Grupele intermediare
Grupele intermediare au fost numerotate III și IV. Echipele care s-au calificat în această fază și-au păstrat punctele și golaverajul obținute în partidele disputate împotriva echipelor provenite din aceeași grupă preliminară.

### Grupa a III-a
| Loc | Echipa        | MJ | V | E | Î | GM | GP  | DG  | Pct | Calificare                      |
| --- | ------------- | -- | - | - | - | -- | --- | --- | --- | ------------------------------- |
| 1   | Germania      | 3  | 3 | 0 | 0 | 94 | 76  | +18 | 6   | Meciurile pentru locurile 9–12  |
| 2   | Țările de Jos | 3  | 2 | 0 | 1 | 91 | 81  | +10 | 4   | Meciurile pentru locurile 9–12  |
| 3   | Islanda       | 3  | 1 | 0 | 2 | 91 | 89  | +2  | 2   | Meciurile pentru locurile 13–16 |
| 4   | Croația       | 3  | 0 | 0 | 3 | 73 | 103 | −30 | 0   | Meciurile pentru locurile 13–16 |

| 11 iulie 2023 13:00 | Islanda        | 26 – 32 | Țările de Jos | Pitești Arena, Pitești Asistență: 243 Arbitri: Duplîi, Pobedrina |
| 11 iulie 2023 13:00 | Ágústsdóttir 7 | (12–16) | Loy 8         | Pitești Arena, Pitești Asistență: 243 Arbitri: Duplîi, Pobedrina |
| 11 iulie 2023 13:00 | 6×             | Raport  | 1×            | Pitești Arena, Pitești Asistență: 243 Arbitri: Duplîi, Pobedrina |

| 11 iulie 2023 15:15 | Germania | 34 – 21 | Croația   | Pitești Arena, Pitești Asistență: 200 Arbitri: Kull, Tint |
| 11 iulie 2023 15:15 | Däuble 6 | (10–12) | Kosovac 7 | Pitești Arena, Pitești Asistență: 200 Arbitri: Kull, Tint |
| 11 iulie 2023 15:15 | 2×       | Raport  | 6×        | Pitești Arena, Pitești Asistență: 200 Arbitri: Kull, Tint |

| 12 iulie 2023 13:00 | Croația | 26 – 35 | Islanda          | Pitești Arena, Pitești Asistență: 125 Arbitri: Christidi, Papamattheou |
| 12 iulie 2023 13:00 | Perić 8 | (14–18) | Ásmundsdóttir 10 | Pitești Arena, Pitești Asistență: 125 Arbitri: Christidi, Papamattheou |
| 12 iulie 2023 13:00 | 7× 1×   | Raport  | 2×               | Pitești Arena, Pitești Asistență: 125 Arbitri: Christidi, Papamattheou |

| 12 iulie 2023 15:15 | Țările de Jos | 25 – 29 | Germania   | Pitești Arena, Pitești Asistență: 250 Arbitri: Manea, Iliescu |
| 12 iulie 2023 15:15 | Luchies 7     | (13–16) | Terfloth 7 | Pitești Arena, Pitești Asistență: 250 Arbitri: Manea, Iliescu |
| 12 iulie 2023 15:15 | 5×            | Raport  | 2× 1×      | Pitești Arena, Pitești Asistență: 250 Arbitri: Manea, Iliescu |

### Grupa a IV-a
| Loc | Echipa            | MJ | V | E | Î | GM | GP | DG  | Pct | Calificare                      |
| --- | ----------------- | -- | - | - | - | -- | -- | --- | --- | ------------------------------- |
| 1   | Cehia             | 3  | 2 | 1 | 0 | 79 | 66 | +13 | 5   | Meciurile pentru locurile 9–12  |
| 2   | Norvegia          | 3  | 2 | 0 | 1 | 79 | 80 | −1  | 4   | Meciurile pentru locurile 9–12  |
| 3   | Serbia            | 3  | 1 | 1 | 1 | 75 | 65 | +10 | 3   | Meciurile pentru locurile 13–16 |
| 4   | Macedonia de Nord | 3  | 0 | 0 | 3 | 66 | 88 | −22 | 0   | Meciurile pentru locurile 13–16 |

| 11 iulie 2023 13:00 | Macedonia de Nord | 23 – 29 | Norvegia   | Sala Sporturilor, Mioveni Asistență: 180 Arbitri: Manea, Iliescu |
| 11 iulie 2023 13:00 | Jankulovska 9     | (11–9)  | Grønstad 6 | Sala Sporturilor, Mioveni Asistență: 180 Arbitri: Manea, Iliescu |
| 11 iulie 2023 13:00 | 4× 1×             | Raport  | 4× 1×      | Sala Sporturilor, Mioveni Asistență: 180 Arbitri: Manea, Iliescu |

| 11 iulie 2023 15:15 | Cehia     | 19 – 19 | Serbia    | Sala Sporturilor, Mioveni Asistență: 200 Arbitri: Simone, Monitillo |
| 11 iulie 2023 15:15 | Vávrová 8 | (8–14)  | Fajfrić 5 | Sala Sporturilor, Mioveni Asistență: 200 Arbitri: Simone, Monitillo |
| 11 iulie 2023 15:15 | 4× 1×     | Raport  | 5× 1×     | Sala Sporturilor, Mioveni Asistență: 200 Arbitri: Simone, Monitillo |

| 12 iulie 2023 13:00 | Serbia       | 30 – 19 | Macedonia de Nord | Sala Sporturilor, Mioveni Asistență: 200 Arbitri: Barysas, Petrušis |
| 12 iulie 2023 13:00 | Todorovski 8 | (14–8)  | Nestoroska 5      | Sala Sporturilor, Mioveni Asistență: 200 Arbitri: Barysas, Petrušis |
| 12 iulie 2023 13:00 | 4×           | Raport  | 5×                | Sala Sporturilor, Mioveni Asistență: 200 Arbitri: Barysas, Petrušis |

| 12 iulie 2023 15:15 | Norvegia    | 23 – 31 | Cehia     | Sala Sporturilor, Mioveni Asistență: 157 Arbitri: Kull, Tint |
| 12 iulie 2023 15:15 | Hedenstad 6 | (8–18)  | Vávrová 9 | Sala Sporturilor, Mioveni Asistență: 157 Arbitri: Kull, Tint |
| 12 iulie 2023 15:15 | 7× 1×       | Raport  | 3×        | Sala Sporturilor, Mioveni Asistență: 157 Arbitri: Kull, Tint |

## Grupele principale
Grupele principale au fost numerotate I și II. Echipele care s-au calificat în această fază și-au păstrat punctele și golaverajul obținute în partidele disputate împotriva echipelor provenite din aceeași grupă preliminară.

### Grupa I
| Loc | Echipa     | MJ | V | E | Î | GM  | GP  | DG  | Pct | Calificare                    |
| --- | ---------- | -- | - | - | - | --- | --- | --- | --- | ----------------------------- |
| 1   | Portugalia | 3  | 3 | 0 | 0 | 104 | 78  | +26 | 6   | Semifinalele                  |
| 2   | România    | 3  | 2 | 0 | 1 | 108 | 111 | −3  | 4   | Semifinalele                  |
| 3   | Suedia     | 3  | 1 | 0 | 2 | 92  | 103 | −11 | 2   | Meciurile pentru locurile 5–8 |
| 4   | Elveția    | 3  | 0 | 0 | 3 | 97  | 109 | −12 | 0   | Meciurile pentru locurile 5–8 |

| 11 iulie 2023 17:30 | România    | 42 – 34 | Suedia       | Pitești Arena, Pitești Asistență: 2000 Arbitri: Jović, Arnautović |
| 11 iulie 2023 17:30 | Boiciuc 11 | (19–16) | Mihailovic 7 | Pitești Arena, Pitești Asistență: 2000 Arbitri: Jović, Arnautović |
| 11 iulie 2023 17:30 | 2×         | Raport  | 5× 1×        | Pitești Arena, Pitești Asistență: 2000 Arbitri: Jović, Arnautović |

| 11 iulie 2023 19:45 | Portugalia | 38 – 25 | Elveția                         | Pitești Arena, Pitești Asistență: 340 Arbitri: Ivanović, Vujisić |
| 11 iulie 2023 19:45 | Sequeira 8 | (20–12) | Emmenegger, Lauper, Snedkerud 4 | Pitești Arena, Pitești Asistență: 340 Arbitri: Ivanović, Vujisić |
| 11 iulie 2023 19:45 | 6× 1×      | Raport  | 1× 2×                           | Pitești Arena, Pitești Asistență: 340 Arbitri: Ivanović, Vujisić |

| 12 iulie 2023 17:30 | Suedia   | 23 – 30 | Portugalia | Pitești Arena, Pitești Asistență: 300 Arbitri: Sîrbu, Serdiuc |
| 12 iulie 2023 17:30 | Wallin 6 | (14–14) | Rebelo 7   | Pitești Arena, Pitești Asistență: 300 Arbitri: Sîrbu, Serdiuc |
| 12 iulie 2023 17:30 | 3× 1×    | Raport  | 2×         | Pitești Arena, Pitești Asistență: 300 Arbitri: Sîrbu, Serdiuc |

| 12 iulie 2023 19:45 | Elveția      | 36 – 41 | România       | Pitești Arena, Pitești Asistență: 2400 Arbitri: Ivanović, Vujisić |
| 12 iulie 2023 19:45 | Emmenegger 9 | (20–21) | Lixăndroiu 10 | Pitești Arena, Pitești Asistență: 2400 Arbitri: Ivanović, Vujisić |
| 12 iulie 2023 19:45 | 4×           | Raport  | 4×            | Pitești Arena, Pitești Asistență: 2400 Arbitri: Ivanović, Vujisić |

### Grupa a II-a
| Loc | Echipa     | MJ | V | E | Î | GM | GP | DG  | Pct | Calificare                    |
| --- | ---------- | -- | - | - | - | -- | -- | --- | --- | ----------------------------- |
| 1   | Ungaria    | 3  | 3 | 0 | 0 | 99 | 77 | +22 | 6   | Semifinalele                  |
| 2   | Danemarca  | 3  | 1 | 1 | 1 | 82 | 99 | −17 | 3   | Semifinalele                  |
| 3   | Franța     | 3  | 1 | 0 | 2 | 91 | 91 | 0   | 2   | Meciurile pentru locurile 5–8 |
| 4   | Muntenegru | 3  | 0 | 1 | 2 | 85 | 90 | −5  | 1   | Meciurile pentru locurile 5–8 |

| 11 iulie 2023 17:30 | Muntenegru | 25 – 28 | Ungaria         | Sala Sporturilor, Mioveni Asistență: 250 Arbitri: Sîrbu, Serdiuc |
| 11 iulie 2023 17:30 | Marković 7 | (13–14) | Csernyánszki 10 | Sala Sporturilor, Mioveni Asistență: 250 Arbitri: Sîrbu, Serdiuc |
| 11 iulie 2023 17:30 | 5× 1×      | Raport  | 4× 1×           | Sala Sporturilor, Mioveni Asistență: 250 Arbitri: Sîrbu, Serdiuc |

| 11 iulie 2023 19:45 | Danemarca    | 30 – 29 | Franța  | Sala Sporturilor, Mioveni Asistență: 250 Arbitri: Barysas, Petrušis |
| 11 iulie 2023 19:45 | Scaglione 11 | (10–15) | Borg 12 | Sala Sporturilor, Mioveni Asistență: 250 Arbitri: Barysas, Petrušis |
| 11 iulie 2023 19:45 | 4×           | Raport  | 4× 1×   | Sala Sporturilor, Mioveni Asistență: 250 Arbitri: Barysas, Petrušis |

| 12 iulie 2023 17:30 | Franța    | 33 – 31 | Muntenegru | Sala Sporturilor, Mioveni Asistență: 230 Arbitri: Simone, Monitillo |
| 12 iulie 2023 17:30 | Sissoko 9 | (19–14) | Vukčević 9 | Sala Sporturilor, Mioveni Asistență: 230 Arbitri: Simone, Monitillo |
| 12 iulie 2023 17:30 | 4×        | Raport  | 4×         | Sala Sporturilor, Mioveni Asistență: 230 Arbitri: Simone, Monitillo |

| 12 iulie 2023 19:45 | Ungaria  | 41 – 23 | Danemarca         | Sala Sporturilor, Mioveni Asistență: 150 Arbitri: Jović, Arnautović |
| 12 iulie 2023 19:45 | Csíkos 6 | (23–13) | Bang, Scaglione 5 | Sala Sporturilor, Mioveni Asistență: 150 Arbitri: Jović, Arnautović |
| 12 iulie 2023 19:45 | 5×       | Raport  | 4×                | Sala Sporturilor, Mioveni Asistență: 150 Arbitri: Jović, Arnautović |

## Meciurile pentru locurile 13–16

### Schemă
|  | Meciurile pentru locurile 13-16 | Meciurile pentru locurile 13-16 |                        |    | Meciul pentru locul 13 | Meciul pentru locul 13 |
|  |                                 |                                 |                        |    |                        |                        |
|  | 14 iulie 2023, 13:00            |                                 |                        |    |                        |                        |
|  |                                 |                                 |                        |    |                        |                        |
|  | Islanda                         | 35                              |                        |    |                        |                        |
|  | Islanda                         | 35                              | 15 iulie 2023, 15:15   |    |                        |                        |
|  | Macedonia de Nord               | 29                              |                        |    |                        |                        |
|  | Macedonia de Nord               | 29                              | Islanda                | 33 |                        |                        |
|  | 14 iulie 2023, 15:15            |                                 | Islanda                | 33 |                        |                        |
|  |                                 | Serbia                          | 22                     |    |                        |                        |
|  | Serbia                          | Serbia                          | 22                     | 31 |                        |                        |
|  | Serbia                          |                                 |                        | 31 |                        |                        |
|  | Croația                         | 26                              |                        |    |                        |                        |
|  | Croația                         | 26                              | Meciul pentru locul 15 |    |                        |                        |
|  |                                 |                                 |                        |    |                        |                        |
|  | 15 iulie 2023, 13:00            |                                 |                        |    |                        |                        |
|  |                                 |                                 |                        |    |                        |                        |
|  | Macedonia de Nord               | 31                              |                        |    |                        |                        |
|  | Macedonia de Nord               | 31                              |                        |    |                        |                        |
|  | Croația                         | 26                              |                        |    |                        |                        |

| 14 iulie 2023 13:00 | Islanda         | 35 – 29 | Macedonia de Nord | Sala Sporturilor, Mioveni Asistență: 150 Arbitri: Simone, Monitillo |
| 14 iulie 2023 13:00 | Ágústsdóttir 11 | (20–15) | Trpeska 6         | Sala Sporturilor, Mioveni Asistență: 150 Arbitri: Simone, Monitillo |
| 14 iulie 2023 13:00 | 6× 7×           | Raport  | 7×                | Sala Sporturilor, Mioveni Asistență: 150 Arbitri: Simone, Monitillo |

| 14 iulie 2023 15:15 | Serbia   | 31 – 26 | Croația | Sala Sporturilor, Mioveni Asistență: 160 Arbitri: Sîrbu, Serdiuc |
| 14 iulie 2023 15:15 | Mandić 7 | (11–12) | Pleša 9 | Sala Sporturilor, Mioveni Asistență: 160 Arbitri: Sîrbu, Serdiuc |
| 14 iulie 2023 15:15 | 5× 1×    | Raport  | 5×      | Sala Sporturilor, Mioveni Asistență: 160 Arbitri: Sîrbu, Serdiuc |

### Meciul pentru locul 15
| 15 iulie 2023 13:00 | Macedonia de Nord | 31 – 26 | Croația              | Sala Sporturilor, Mioveni Asistență: 125 Arbitri: Duplîi, Pobedrina |
| 15 iulie 2023 13:00 | Rizoska 9         | (18–8)  | Gavrilović, Zrilić 7 | Sala Sporturilor, Mioveni Asistență: 125 Arbitri: Duplîi, Pobedrina |
| 15 iulie 2023 13:00 | 7× 1×             | Raport  | 6×                   | Sala Sporturilor, Mioveni Asistență: 125 Arbitri: Duplîi, Pobedrina |

### Meciul pentru locul 11
| 15 iulie 2023 15:15 | Islanda        | 33 – 22 | Serbia          | Sala Sporturilor, Mioveni Asistență: 80 Arbitri: Barysas, Petrušis |
| 15 iulie 2023 15:15 | Ágústsdóttir 9 | (16–10) | Mandić, Vasić 7 | Sala Sporturilor, Mioveni Asistență: 80 Arbitri: Barysas, Petrušis |
| 15 iulie 2023 15:15 | 6× 1×          | Raport  | 5×              | Sala Sporturilor, Mioveni Asistență: 80 Arbitri: Barysas, Petrušis |

## Meciurile pentru locurile 9–12
|  | Meciurile pentru locurile 9-12 | Meciurile pentru locurile 9-12 |                        |    | Meciul pentru locul 9 | Meciul pentru locul 9 |
|  |                                |                                |                        |    |                       |                       |
|  | 14 iulie 2023, 17:30           |                                |                        |    |                       |                       |
|  |                                |                                |                        |    |                       |                       |
|  | Germania                       | 23                             |                        |    |                       |                       |
|  | Germania                       | 23                             | 15 iulie 2023, 19:45   |    |                       |                       |
|  | Norvegia                       | 24                             |                        |    |                       |                       |
|  | Norvegia                       | 24                             | Norvegia               | 13 |                       |                       |
|  | 14 iulie 2023, 19:45           |                                | Norvegia               | 13 |                       |                       |
|  |                                | Țările de Jos                  | 27                     |    |                       |                       |
|  | Cehia                          | Țările de Jos                  | 27                     | 21 |                       |                       |
|  | Cehia                          |                                |                        | 21 |                       |                       |
|  | Țările de Jos                  | 28                             |                        |    |                       |                       |
|  | Țările de Jos                  | 28                             | Meciul pentru locul 11 |    |                       |                       |
|  |                                |                                |                        |    |                       |                       |
|  | 15 iulie 2023, 17:30           |                                |                        |    |                       |                       |
|  |                                |                                |                        |    |                       |                       |
|  | Germania                       | 36                             |                        |    |                       |                       |
|  | Germania                       | 36                             |                        |    |                       |                       |
|  | Cehia                          | 22                             |                        |    |                       |                       |

| 14 iulie 2023 17:30 | Germania  | 23 – 24 | Norvegia    | Sala Sporturilor, Mioveni Asistență: 200 Arbitri: Christidi, Papamattheou |
| 14 iulie 2023 17:30 | Gaubatz 6 | (11–10) | Hedenstad 5 | Sala Sporturilor, Mioveni Asistență: 200 Arbitri: Christidi, Papamattheou |
| 14 iulie 2023 17:30 | 2×        | Raport  | 1×          | Sala Sporturilor, Mioveni Asistență: 200 Arbitri: Christidi, Papamattheou |

| 14 iulie 2023 19:45 | Cehia                 | 21 – 28 | Țările de Jos       | Sala Sporturilor, Mioveni Asistență: 122 Arbitri: Duplîi, Pobedrina |
| 14 iulie 2023 19:45 | Gabrhelová, Vávrová 4 | (10–17) | Bakker, Van Vliet 6 | Sala Sporturilor, Mioveni Asistență: 122 Arbitri: Duplîi, Pobedrina |
| 14 iulie 2023 19:45 | 4× 2×                 | Raport  | 6× 1×               | Sala Sporturilor, Mioveni Asistență: 122 Arbitri: Duplîi, Pobedrina |

### Meciul pentru locul 11
| 15 iulie 2023 17:30 | Germania | 36 – 22 | Cehia             | Sala Sporturilor, Mioveni Asistență: 150 Arbitri: Kull, Tint |
| 15 iulie 2023 17:30 | Wipper 8 | (14–11) | Schreibmeierová 5 | Sala Sporturilor, Mioveni Asistență: 150 Arbitri: Kull, Tint |
| 15 iulie 2023 17:30 | 7× 1×    | Raport  | 6×                | Sala Sporturilor, Mioveni Asistență: 150 Arbitri: Kull, Tint |

### Meciul pentru locul 9
| 15 iulie 2023 19:45 | Norvegia | 13 – 27 | Țările de Jos | Sala Sporturilor, Mioveni Asistență: 100 Arbitri: Sîrbu, Serdiuc |
| 15 iulie 2023 19:45 | Spone 4  | (5–14)  | Van Maurik 10 | Sala Sporturilor, Mioveni Asistență: 100 Arbitri: Sîrbu, Serdiuc |
| 15 iulie 2023 19:45 | 3×       | Raport  | 4× 2× 1×      | Sala Sporturilor, Mioveni Asistență: 100 Arbitri: Sîrbu, Serdiuc |

## Meciurile pentru locurile 5–8

### Schemă
|  | Meciurile pentru locurile 5-8 | Meciurile pentru locurile 5-8 |                       |    | Meciul pentru locul 5 | Meciul pentru locul 5 |
|  |                               |                               |                       |    |                       |                       |
|  | 14 iulie 2023, 13:00          |                               |                       |    |                       |                       |
|  |                               |                               |                       |    |                       |                       |
|  | Suedia                        | 30                            |                       |    |                       |                       |
|  | Suedia                        | 30                            | 15 iulie 2023, 15:15  |    |                       |                       |
|  | Muntenegru                    | 28                            |                       |    |                       |                       |
|  | Muntenegru                    | 28                            | Suedia                | 29 |                       |                       |
|  | 14 iulie 2023, 15:15          |                               | Suedia                | 29 |                       |                       |
|  |                               | Franța                        | 25                    |    |                       |                       |
|  | Franța                        | Franța                        | 25                    | 38 |                       |                       |
|  | Franța                        |                               |                       | 38 |                       |                       |
|  | Elveția                       | 29                            |                       |    |                       |                       |
|  | Elveția                       | 29                            | Meciul pentru locul 7 |    |                       |                       |
|  |                               |                               |                       |    |                       |                       |
|  | 15 iulie 2023, 13:00          |                               |                       |    |                       |                       |
|  |                               |                               |                       |    |                       |                       |
|  | Muntenegru                    | 32                            |                       |    |                       |                       |
|  | Muntenegru                    | 32                            |                       |    |                       |                       |
|  | Elveția                       | 37                            |                       |    |                       |                       |

| 14 iulie 2023 13:00 | Suedia       | 30 – 28 | Muntenegru                         | Pitești Arena, Pitești Asistență: 150 Arbitri: Manea, Iliescu |
| 14 iulie 2023 13:00 | Mihailovic 6 | (16–14) | Milošević, Vujadinović, Vukčević 6 | Pitești Arena, Pitești Asistență: 150 Arbitri: Manea, Iliescu |
| 14 iulie 2023 13:00 | 4×           | Raport  | 3×                                 | Pitești Arena, Pitești Asistență: 150 Arbitri: Manea, Iliescu |

| 14 iulie 2023 15:15 | Franța           | 38 – 29 | Elveția | Pitești Arena, Pitești Asistență: 100 Arbitri: Kull, Tint |
| 14 iulie 2023 15:15 | Perret, Texier 6 | (17–16) | Meier 8 | Pitești Arena, Pitești Asistență: 100 Arbitri: Kull, Tint |
| 14 iulie 2023 15:15 | 5× 1×            | Raport  | 6× 1×   | Pitești Arena, Pitești Asistență: 100 Arbitri: Kull, Tint |

### Meciul pentru locul 7
| 16 iulie 2023 13:00 | Muntenegru | 32 – 37 | Elveția | Pitești Arena, Pitești Asistență: 150 Arbitri: Duplîi, Pobedrina |
| 16 iulie 2023 13:00 | Marković 9 | (16–18) | Riner 8 | Pitești Arena, Pitești Asistență: 150 Arbitri: Duplîi, Pobedrina |
| 16 iulie 2023 13:00 | 4× 1×      | Raport  | 5× 2×   | Pitești Arena, Pitești Asistență: 150 Arbitri: Duplîi, Pobedrina |

### Meciul pentru locul 5
| 16 iulie 2023 15:15 | Suedia                       | 29 – 25 | Franța   | Pitești Arena, Pitești Asistență: 800 Arbitri: Sîrbu, Serdiuc |
| 16 iulie 2023 15:15 | Landberg, Wallin, Wiksfors 5 | (15–9)  | Texier 6 | Pitești Arena, Pitești Asistență: 800 Arbitri: Sîrbu, Serdiuc |
| 16 iulie 2023 15:15 |                              | Raport  | 1×       | Pitești Arena, Pitești Asistență: 800 Arbitri: Sîrbu, Serdiuc |

## Semifinalele și finala

### Schemă
|  | Semifinalele         | Semifinalele |                      |    | Finala | Finala |
|  |                      |              |                      |    |        |        |
|  | 14 iulie 2023, 17:30 |              |                      |    |        |        |
|  |                      |              |                      |    |        |        |
|  | Portugalia           | 35           |                      |    |        |        |
|  | Portugalia           | 35           | 16 iulie 2023, 19:45 |    |        |        |
|  | Danemarca            | 38           |                      |    |        |        |
|  | Danemarca            | 38           | Danemarca            | 26 |        |        |
|  | 14 iulie 2023, 19:45 |              | Danemarca            | 26 |        |        |
|  |                      | Ungaria      | 35                   |    |        |        |
|  | Ungaria              | Ungaria      | 35                   | 34 |        |        |
|  | Ungaria              |              |                      | 34 |        |        |
|  | România              | 26           |                      |    |        |        |
|  | România              | 26           | Finala mică          |    |        |        |
|  |                      |              |                      |    |        |        |
|  | 16 iulie 2023, 17:30 |              |                      |    |        |        |
|  |                      |              |                      |    |        |        |
|  | Portugalia           | 32           |                      |    |        |        |
|  | Portugalia           | 32           |                      |    |        |        |
|  | România              | 39           |                      |    |        |        |

### Semifinalele
| 14 iulie 2023 17:30 | Portugalia | 35 – 38 | Danemarca   | Pitești Arena, Pitești Asistență: 800 Arbitri: Barysas, Petrušis |
| 14 iulie 2023 17:30 | Rebelo 14  | (19–16) | Scaglione 9 | Pitești Arena, Pitești Asistență: 800 Arbitri: Barysas, Petrušis |
| 14 iulie 2023 17:30 | 3× 1×      | Raport  | 2× 1×       | Pitești Arena, Pitești Asistență: 800 Arbitri: Barysas, Petrušis |

| 14 iulie 2023 19:45 | Ungaria         | 34 – 26 | România   | Pitești Arena, Pitești Asistență: 3500 Arbitri: Jović, Arnautović |
| 14 iulie 2023 19:45 | Csíkos, Simon 7 | (18–16) | Boiciuc 9 | Pitești Arena, Pitești Asistență: 3500 Arbitri: Jović, Arnautović |
| 14 iulie 2023 19:45 | 6×              | Raport  | 4×        | Pitești Arena, Pitești Asistență: 3500 Arbitri: Jović, Arnautović |

### Finala mică
| 16 iulie 2023 17:30 | Portugalia | 32 – 39 | România               | Pitești Arena, Pitești Asistență: 2210 Arbitri: Ivanović, Vujisić |
| 16 iulie 2023 17:30 | Sequeira 8 | (13–18) | Boiciuc, Lixăndroiu 8 | Pitești Arena, Pitești Asistență: 2210 Arbitri: Ivanović, Vujisić |
| 16 iulie 2023 17:30 | 7× 2×      | Raport  | 6×                    | Pitești Arena, Pitești Asistență: 2210 Arbitri: Ivanović, Vujisić |

### Finala
| 16 iulie 2023 19:45 | Danemarca    | 26 – 35 | Ungaria  | Pitești Arena, Pitești Asistență: 2500 Arbitri: Jović, Arnautović |
| 16 iulie 2023 19:45 | Scaglione 11 | (17–14) | Varga 11 | Pitești Arena, Pitești Asistență: 2500 Arbitri: Jović, Arnautović |
| 16 iulie 2023 19:45 | 3× 2×        | Raport  | 3× 2×    | Pitești Arena, Pitești Asistență: 2500 Arbitri: Jović, Arnautović |

## Clasament și statistici

### Clasamentul final
|  | Calificate la campionatul mondial din 2024 |
|  | Retrogradate în campionatele EHF           |

Echipele clasate pe primele 13 locuri și Macedonia de Nord, în calitate de țară gazdă, s-au calificat la campionatul mondial pentru tineret din 2024.
|    | Ungaria           |
|    | Danemarca         |
|    | România           |
| 4  | Portugalia        |
| 5  | Suedia            |
| 6  | Franța            |
| 7  | Elveția           |
| 8  | Muntenegru        |
| 9  | Țările de Jos     |
| 10 | Norvegia          |
| 11 | Germania          |
| 12 | Cehia             |
| 13 | Islanda           |
| 14 | Serbia            |
| 15 | Macedonia de Nord |
| 16 | Croația           |

| Actualizat pe 16 iulie 2023: \| Poz. \| Nume \| Echipă \| Goluri \| \| ---- \| ------------------ \| ---------- \| ------ \| \| 1 \| Julie Scaglione \| Danemarca \| 68 \| \| 2 \| Luciana Rebelo \| Portugalia \| 62 \| \| 3 \| Alisia Boiciuc \| România \| 53 \| \| 4 \| Diana Lixăndroiu \| România \| 51 \| \| 5 \| Lilja Ágústsdóttir \| Islanda \| 48 \| \| 6 \| Jelena Vukčević \| Muntenegru \| 47 \| \| 7 \| Mia Emmenegger \| Elveția \| 46 \| \| 7 \| Tamara Mandić \| Serbia \| 46 \| \| 7 \| Petra Simon \| Ungaria \| 46 \| \| 7 \| Iva Zrilić \| Croația \| 46 \| | Conform paginii oficiale a EHF: Jucătoarea competiției (MVP) - Petra Simon (HUN) Cea mai bună marcatoare (golgheter) - Julie Scaglione (DEN) (68 de goluri) Cea mai bună apărătoare - Fatou Karamoko (FRA) Echipa ideală a Campionatului European - Portar: Klára Zaj (HUN) - Extremă stânga: Matilde Vestergaard (DEN) - Inter stânga: Julie Scaglione (DEN) - Centru: Petra Simon (HUN) - Pivot: Andrea Brajović (MNE) - Inter dreapta: Luciana Rebelo (POR) - Extremă dreapta: Mihaela Mihai (ROU) |            |        |
| Poz. | Nume | Echipă     | Goluri |
| 1 | Julie Scaglione | Danemarca  | 68     |
| 2 | Luciana Rebelo | Portugalia | 62     |
| 3 | Alisia Boiciuc | România    | 53     |
| 4 | Diana Lixăndroiu | România    | 51     |
| 5 | Lilja Ágústsdóttir | Islanda    | 48     |
| 6 | Jelena Vukčević | Muntenegru | 47     |
| 7 | Mia Emmenegger | Elveția    | 46     |
| 7 | Tamara Mandić | Serbia     | 46     |
| 7 | Petra Simon | Ungaria    | 46     |
| 7 | Iva Zrilić | Croația    | 46     |